# Ischnothele
Ischnothele is een geslacht van spinnen uit de familie Dipluridae.

## Soorten
De volgende soorten zijn bij het geslacht ingedeeld:
- Ischnothele annulata Tullgren, 1905
- Ischnothele caudata Ausserer, 1875
- Ischnothele digitata (O. P.-Cambridge, 1892)
- Ischnothele garcia Coyle, 1995
- Ischnothele goloboffi Coyle, 1995
- Ischnothele guianensis (Walckenaer, 1837)
- Ischnothele huambisa Coyle, 1995
- Ischnothele indicola Tikader, 1969
- Ischnothele jeremie Coyle, 1995
- Ischnothele longicauda Franganillo, 1930
- Ischnothele reggae Coyle & Meigs, 1990
- Ischnothele xera Coyle & Meigs, 1990